# AXE
AXE (Automatic Cross-Connection Equipment) – seria cyfrowych, komutowanych central telefonicznych produkowanych od lat 70. XX wieku przez Ericssona.

## Historia
Centrale telefoniczne AXE zaprojektowano w połowie lat 70. w Ellemtelu. Firma ta powstała w kwietniu 1970 jako owoc współpracy Ericssona z telekomunikacyjną kompanią Televerket. Firmy współpracowały już, przy rozwoju central cyfrowych, w latach 50. Na początku lat 60. Ericsson rozpoczął pracę nad systemem central telefonicznych AKE, podczas gdy Televerket rozwijał niezależnie swój własny produkt. Pod koniec lat 60. stało się jasne, że nowy system wymaga zupełnie innego podejścia niż dotychczasowe centrale elektromechaniczne. System AKE okazał się zbyt wolny i za drogi aby wykorzystać go w dużych centralach telefonicznych. W 1969 Ericsson stracił na rzecz konkurencji duże zamówienie na systemy AKE. W tej sytuacji podjęto decyzję o połączeniu sił z Televerket. Nowe przedsiębiorstwo Ellemtel, było w połowie własnością Ericssona, w połowie zaś Televerket.
Prace nad nowym systemem AXE rozpoczęły się w 1970, a przyspieszyły w 1972, gdy Ericsson zrezygnował z dalszych prac nad systemem AKE. Pierwszy system AXE zastosowano w 1976 na stacji Televerket w Södertälje. Ellemtel rozpoczął wówczas transfer nowej technologii do Ericssona i Televerket. W 1978 prace nad AXE zostały ukończone. W 1995, kiedy Televerket odsprzedał swoje pozostałe udziały, Ellemtel został włączony do Ericssona.
Należący do drugiej generacji central SPC system AXE był dużym sukcesem Ericssona, generując znaczną część dochodów firmy w latach 80.

## Aspekty techniczne
System AXE ma budowę modułową i hierarchiczną. Składa się z dwóch głównych części:
- APT, która zajmuje się zestawianiem połączeń telefonicznych
- APZ, o funkcjach kontrolnych[3].

W skład każdej z tych części wchodzi zarówno sprzęt, jak i oprogramowanie. APT i APZ podzielone są na podsystemy, a te z kolei na bloki funkcjonalne.
W systemie AXE występują dwa typy procesorów: centralne (Central Processor – CP) i regionalne (Regional Processor – RP). Zadaniem tych ostatnich jest wspomaganie procesorów centralnych w drobnych, powtarzalnych zadaniach takich jak filtrowanie czy skanowanie. Procesory centralne zarządzają zadaniami, wykonują obliczenia i wszelkie inne skomplikowane operacje.
Procesory centralne pracują zawsze parami, wykonując równolegle dokładnie te same operacje. Wyniki operacji z obydwu procesorów są cały czas porównywane, a w przypadku wykrycia niezgodności uruchamiany jest proces naprawczy. Duplikacja procesorów centralnych jest również wykorzystywana w procesie instalacji nowej wersji oprogramowania. Podczas gdy jeden z procesorów nieprzerwanie wykonuje zadania centrali, na drugim instalowane jest nowe oprogramowanie. Następnie procesory zmieniają się.
Centrale telefoniczne AXE programowane są głównie w dedykowanym dla nich języku PLEX, opracowanym w latach 70. przez Görana Hemdahla.